# موريس غودمان
موريس غودمان (بالإنجليزية: Morris Goodman)‏ هو عالم إنسان أمريكي، ولد في 1925، وتوفي في 14 نوفمبر 2010.